# Tony Matelli
 (juin 2021).
La mise en forme du texte ne suit pas les recommandations de Wikipédia : il faut le « wikifier ».
Les points d'amélioration suivants sont les cas les plus fréquents :
- Les titres sont pré-formatés par le logiciel. Ils ne sont ni en capitales, ni en gras.
- Le texte ne doit pas être écrit en capitales (les noms de famille non plus), ni en gras, ni en italique, ni en « petit »…
- Le gras n'est utilisé que pour surligner le titre de l'article dans l'introduction, une seule fois.
- L'italique est rarement utilisé : mots en langue étrangère, titres d'œuvres, noms de bateaux, etc.
- Les citations ne sont pas en italique mais en corps de texte normal. Elles sont entourées par des guillemets français : « et ».
- Les listes à puces sont à éviter, des paragraphes rédigés étant largement préférés. Les tableaux sont à réserver à la présentation de données structurées (résultats, etc.).
- Les appels de note de bas de page (petits chiffres en exposant, introduits par l'outil «  Source ») sont à placer entre la fin de phrase et le point final[comme ça].
- Les liens internes (vers d'autres articles de Wikipédia) sont à choisir avec parcimonie. Créez des liens vers des articles approfondissant le sujet. Les termes génériques sans rapport avec le sujet sont à éviter, ainsi que les répétitions de liens vers un même terme.
- Les liens externes sont à placer uniquement dans une section « Liens externes », à la fin de l'article. Ces liens sont à choisir avec parcimonie suivant les règles définies. Si un lien sert de source à l'article, son insertion dans le texte est à faire par les notes de bas de page.
- La présentation des références doit suivre les conventions bibliographiques. Il est recommandé d'utiliser les modèles {{Ouvrage}}, {{Chapitre}}, {{Article}}, {{Lien web}} et/ou {{Bibliographie}}. Le mode d'édition visuel peut mettre en forme automatiquement les références.
- Insérer une infobox (cadre d'informations à droite) n'est pas obligatoire pour parachever la mise en page.

Pour une aide détaillée, merci de consulter Aide:Wikification.
Si vous pensez que ces points ont été résolus, vous pouvez retirer ce bandeau et améliorer la mise en forme d'un autre article.
Tony Matelli (né en 1971 à Chicago) est un sculpteur américain. Il se fait remarquer pour son œuvre Sleepwalker,.

## Biographie
Né à Chicago, Matelli a obtenu son BFA du Milwaukee Institute of Art & Design en 1993 et son MFA de la Cranbrook Academy of Art en 1995. Il vit et travaille à Brooklyn, New York.
En 2017, Matelli a créé la sculpture "Hera" exposée au Aldrich Museum of Contemporary Art à Ridgefield, Connecticut dans le cadre de leur série "Main Street Sculpture".
Incorporant des formes figuratives, botaniques et abstraites dans sa sculpture, Tony Matelli crée des objets étranges à la fois troublants et comiques. Ses sculptures en bronze peintes à la main représentant des cordes figées dans les airs avant de s'effondrer en bobines inertes. D'autres œuvres reposent sur des juxtapositions inhabituelles, comme sa série de mauvaises herbes dans laquelle des plantes poussent de l'espace entre les murs et les sols de la galerie. Dans toute son œuvre, et en particulier dans ses peintures miroir, Matelli rejette les catégories de genre traditionnelles au profit de préoccupations expérientielles. « J'aime la sculpture parce qu'elle est lourde, et il y a une résistance à la décoration dans la sculpture que j'aime », a déclaré Matelli. « Les genres sont au service des idées, pas l'inverse. »

## Sleepwalker
La plus grande partie de la notoriété du sculpteur est née de son œuvre Sleepwalker. D'abord installée publiquement à l'extérieur du Wellesley College - une école réservée aux femmes - la sculpture a été attaquée par la critique. La vénérable institution du Wellesley College ne pensait sans doute pas que l’installation d’une sculpture de l’artiste Tony Matelli sur le campus provoquerait autant d’émoi chez les étudiantes. Les étudiantes trouvant l'oeuvre trop réaliste, voyait en lui un agresseur. Une pétition a ensuite été lancée pour exiger le retrait de l'œuvre et, comme l'a rapporté le New York Times, a recueilli plus de cinq cents signatures, les organisateurs déclarant qu'elle était devenue « une source d'appréhension, de peur et de déclenchement de pensées concernant les agressions sexuelles pour certains membres de notre communauté universitaire. Matelli a répondu en déclarant. ." Si vous avez de mauvais sentiments à cet égard et que cela vous déclenche, vous devez rechercher de la sympathie, vous devez demander de l'aide. . . . " . En 2014, la sculpture a été vandalisée par pulvérisation de peinture jaune dessus. Finalement, la sculpture est restée pendant toute la durée de l'exposition et le débat houleux s'est poursuivi en ligne, se terminant par plus d'un millier de signatures demandant le retrait de l'œuvre sur change.org. Au printemps et à l'été 2016, la sculpture est exposée le long du Highline Park de New York avec un débat continu  et le grand intérêt des spectateurs qui se regroupent parfois en foule.

## Expositions personnelles
2020
- Abandon, Andréhn-Schiptjenko, Paris, France

2019
- Andréhn-Schiptjenko[12], Stockholm, Suède

2018
- Lapsus, Galerie Pilevneli, Istanbul, Turquie
- Beaux-arts immobiliers, Brooklyn, NY
- I Hope All Is Well..., 500 Capp Street, San Francisco, CA

2017
- Past-Life, Marlborough Contemporary, Londres, Royaume-Uni
- Garden, The Aldrich Contemporary Art Museum, Ridgefield, CT (Etats-Unis)

2016
- Réalismes, Musée de l'Ermitage, Saint-Pétersbourg, Russie (cat. )

2015
- Garden, Marlborough Chelsea, New York, New York
- Garden, Marlborough Chelsea, Broome St, New York, New York

2014
- Tony Matelli, Olaf Bruening, John Miller, Gary Tatintsian Gallery Inc., Moscou, Russie
- Tony Matelli : New Gravity, The Davis Museum, Wellesley College, Massachusetts

2013
- Stephane Simoens Contemporary, Knokke, Belgique
- White Flag Projects, Saint Louis, Missouri
- Tony Matelli – A HUMAN ECHO, Bergen Kunstmuseum, Bergen, Norvège
- Fenêtres, murs et miroirs, Green Gallery, Milwaukee, Wisconsin

2012
- Echoes, Andréhn-Schiptjenko, Stockholm, Suède
- Tony Matelli - A HUMAN ECHO, ARoS Aarhus Kunstmuseum, Aarhus, Danemark
- Fenêtres, murs et miroirs, Leo Koenig Inc, New York, New York

2011
- Prix Falkenrot 2011 : Tony Matelli : Verre d'eau, Kunstlerhaus Bethanien, Berlin (cat. )
- Verre d'eau, Sélestat Biennale, Sélestat, France

2010
- The Constant Now, Andrehn-Schiptjenko, Stockholm Suède
- Tony Matelli : Peintures miroir, Andrehn-Schiptjenko, Stockholm
- Mise en Abyme, Stephane Simoens Contemporary, Knokke, Belgique

2009
- Hier, Green Gallery, Milwaukee, Wisconsin
- L'Idiot, Gary Tatintsian Gallery Inc., Moscou, Russie
- Life and Times, Galerie Charlotte Moser, Genève, Suisse
- Abandonner, Palais de Tokyo, Paris, France

2008
- Survival, Gary Tatintsian Gallery, Inc., Moscou, Russie
- Survie, Uppsala Kunstmuseum, Uppsala, Suède
- The Old Me, Leo Koenig Inc, New York, New York
- Autoportraits, avec Phillip Akkerman, Stéphane Simoens, Knokke, Belgique

2007
- Nouveaux travaux, Leo Koenig Inc, New York, New York

2006
- Andrehn-Schiptjenko, Stockholm, Suède
- Galerie Charlotte Moser, Genève, Suisse

2005
- Galerie Emmanuel Perrotin, Paris, France
- Abandonner, Centre d'Arte Santa Monica, Barcelone, Espagne

2004
- Abandon, Kunsthalle Wien, Vienne, Autriche
- Fucked and The Oracle, Kunstraum Dornbirn, Dornbirn, Autriche

2003
- Andrehn-Schiptjenko, Stockholm, Suède
- Galerie Sies & Hoeke, Düsseldorf, Allemagne

2002
- Galerie Emmanuel Perrotin, Paris, France
- Gian Enzo Sperone, Rome
- Sperone Jr., Rome, Italie
- Bailey Fine Art, Toronto

2001
- Leo Koenig Inc., New York, NY
- Art Dealers Invitational, Marseille, France

2000
- Galerie Sies+ Hoeke, Düsseldorf, Allemagne
- Ten in One Gallery, New York, NY
- Galerie de la Torche, Amsterdam, Pays-Bas
- Galerie du Triangle, Bordeaux, France

1999
- Abandon, University of Buffalo Art Gallery, New York, NY
- Andrehn Schiptjenko, Stockholm, Suède
- Basilico Beaux-Arts, New York, NY

1997
- Basilico Beaux-Arts, New York, NY
- Ten in One Gallery, Chicago, IL

## Bourses
- 1999 : New York Foundation for the Arts, Fellowship in Sculpture [13]

## Éducation
- 1995 : MFA, Cranbrook Academy of Art, Michigan
- 1993 : BFA, Milwaukee Institute of Art &amp; Design, Wisconsin
- 1991 : Alliance of Independent Colleges of Art-Independent Study, New York

## Collections publiques
- ARoS Aarhus Kunstmuseum, Aarhus, Danemark
- Musée d'Art Moderne ARKEN, Ishøj, Danemark
- Fondation d'art Akzo Nobel
- Bergen Kunstmuseum, Bergen, Norvège
- Collection Bonnier, Stockholm, Suède
- CCA Andratx, Majorque, Espagne
- Musée d'art de Cranbrook, Cranbrook, Michigan
- Collection Altoids Curieusement Forte, (Nouveau Musée) New York, NY
- La Fondation Culturelle Ekaterina, Moscou, Russie
- Le musée Davis, Wellesley, MA
- FLAG Art Foundation, New York, NY
- Fondation La Caixa Madrid, Espagne
- FRAC Bordeaux, France
- Magasin 3 Stockholm Konsthall, Stockholm, Suède
- MIT List Visual Arts Center, Cambridge, MA
- Mudam Luxembourg, Luxembourg
- Musée d'art contemporain Montréal, Canada
- Musée Ludwig, Cologne, Allemagne
- Musée de Nouvelle-Zélande Te Papa Tongarewa, Wellington, Nouvelle-Zélande
- Musée Voorlinden, Wassenaar, Pays-Bas
- Philbrook Museum of Art, Tulsa, OK
- Centre national d'État d'art contemporain, Moscou, Russie
- Skive New Art Museum SNYK, Copenhague, Danemark
- Sundsvalls Kommun, Sundsvall, Suède
- Uppsala Konstmusuem, Uppsala, Suède